# Guido del Giudice
Guido del Giudice (14 d'agost de 1957, Nàpols, Itàlia) és un filòsof i escriptor italià.

## Biografia
El 1982 es doctorà en medecina a la Universitat de Nàpols Frederic II, però continuà amb els estudis literaris i filosòfics, fins i tot sent un gran coneixedor i expert de la filosofia de Giordano Bruno. Dedicà al filòsof Nolano una gran quantitat d'assaigs i de traduccions. El 2008 rebé de l'Acadèmia Internacional Partenopea Frederic II el Premi Internacional de Giordano Bruno amb el seu llibre La disputa di Cambrai a la categoria de "millor obra dedicada al filòsof".

## Obres
- "WWW Giordano Bruno" (2001), Publicat per Marotta & Cafiero, Nàpols;
- "La conciliació dels oposats. Giordano Bruno entre Orient i Occident."(2005) Publicat per Di Renzo Editore, Roma; A la Segona Edició va incloure-hi l'assaig "Bruno, Rabelais i Apol·loni de Tiana" (2006) Publicat per Di Renzo Editore, Roma;
- "Due Orazioni. Oratio Valedictoria e Oratio consolatoria" (Dues Oracions. Oracin Valedictòria i Oració consoladora), (2007) Publicat per Di Renzo Editore, Roma;
- "La disputa di Cambrai. Camoeracensis acrotismus." (2008) Publicat per Di Renzo Editore, Roma;
- "Il Dio dei Geometri - quattro dialoghi". (2009) Publicat per Di Renzo Editore, Roma;
- "Somma dei termini metafisici", con il saggio: "Bruno in Svizzera, tra alchimisti e Rosacroce". (2010) Publicat per Di Renzo Editore, Roma;
- "Io dirò la verità. Intervista a Giordano Bruno". (2012) Publicat per Di Renzo Editore, Roma.
- Contro i matematici. (2014) Publicat per Di Renzo Editore, Roma.
- Giordano Bruno. Il profeta dell'universo infinito. (2015) Publicat per The Giordano Bruno Society, Napoli.
- "Giordano Bruno. Epistole latine". (2017) Publicat per Fondazione Mario Luzi, Roma.